# Dagboksroman
Dagboksroman är en fiktiv jag-berättelse på prosa som härmar dagboksformen. Den består av ett antal avsnitt som författats som om de vore skrivna ett per dag. Romanen återger dagbokskrivarens reflektioner om dagens händelser och om sig själv. Dagboksromanen är en undergenre av romanen som utvecklades under 1700-talet med dagboken som underlag.

## Dagboksromanens särdrag
Dagboksromanens form och innehåll kan variera mycket och det är därför att genren fortfarande är populär.  Även om det inte finns någon sträng genredefinition kan man nämna några särdrag:
- mimetisk form

Dagboksromanen använder samma form som den icke-litterära dagboken. Denna form skapar en realitetsillusion. På så sätt är den besläktad med brevromanen och memoarromanen.
- in medias res

Genom att dagboksromanen består av enskilda avsnitt som fingeras vara skriven vid olika tillfällen får den en periodisk struktur. En dagboksroman har inte någon utförlig exposition i början, utan historien börjar omedelbart med berättarens första avsnitt i dagboken, in medias res. Berättaren skriver för sig själv om händelser som omedelbart föregår de enskilda skrivtillfällena (oftast dagens händelser). Han kan tänkas strö in en eller annan tillbakablick på ett mera avlägset förflutet (t. ex. barndomen) men han har ingen överblick över hela romanens händelseutveckling. Han kan inte veta vad som kommer att hända i framtiden och därför kan han inte ge en omständlig exposition i berättelsens början. Den som står för helheten och den övergripande plot-strukturen i berättelsen är den implicita författaren.
- begränsat perspektiv

Läsaren upplever romanens händelser bara ur berättarens perspektiv. Det innebär att han kan komma djupt in i dagbokskrivarens medvetande. Man får däremot inte syn på berättaren utifrån. Läsaren ska ifrågasätta berättelsens fullständighet och pålitlighet. Ibland presenteras berättaren som opålitlig. Wayne Booth har definierat opålitligt berättande, "unreliable narration", så här : "Jag har kallat en berättare för pålitlig, när han talar eller handlar i enlighet med verket (det vill säga, den implicita författarens normer), opålitlig när han inte gör det." Hjalmar Söderbergs Doktor Glas (1905) och Pär Lagerkvists Dvärgen (1944) har till exempel opålitliga berättare.

## Genrens historiska utveckling

### 1700-talet
Dagboken var viktig för utvecklingen av dagboksromanen som litterär genre. Under 1700-talet blev det populärt i hela Europa att föra dagbok. I början var dagboksromanen en nära imitation av verkliga dagböcker. Närheten skulle legitimera dagboksromanen inom det litterära fältet. Genrens mottagande främjades dessutom av brevromanen, som har samma periodiska struktur. Dagboksromanen har i motsats till brevromanen ingen fiktiv mottagare.  
De första dagboksromanerna skrevs i England. Där utvecklades olika romantyper under 1700-talet snabbare än någon annanstans. Dessutom var dagboksförandet särskilt populärt i England.  Man skrev framför allt resedagböcker och pietistiska dagböcker. Joseph Addison skrev den första fiktiva dagboken, ”Journal of a Sober Citizen”. Det är en satir som omfattar bara två sidor och publicerades i The Spectator den 4 mars 1712.  Den första romanen som innehåller ett dagboksavsnitt är Daniel Defoes Robinson Crusoe (1719).

### 1800-talet
Då realismen och naturalismen växte fram under 1800-talet, blev dagboksromanen mindre omtyckt. Genom sitt begränsade perspektiv kunde romanen inte uppfylla kravet att återge en objektiv bild av verkligheten.  Från och med 1885 kom dagboksromanen på modet igen. Genren fick sitt uppsving först i Frankrike och spreds sedan över hela Europa. Publikationen av intima dagböcker, journeaux intimes, främjade dagboksromanens blomstring. Hos de intima dagböckerna och dagboksromanerna syns dåtidens intresse för introspektion och psykologi.

### 1900-talet
Efter första världskriget publicerades ett stort antal dagboksromaner. Dagboksromanens fragmentariska form var särskilt lämplig för att ge uttryck åt den moderna människans rädsla och osäkerhet.  Dagboksformen användes för att betona berättarens försök att skapa en bild av sig själv och sin identitet. Dessutom uttryckte dagboksromaner misstroendet mot språket. Författare experimenterade mycket med dagboksformen under 1900-talet. Doris Lessing konfronterar till exempel i Golden Notebook (1962) olika dagböcker av samma person för att beskriva olika aspekter av en upplevelse.  Då stream-of-conciousness tekniken utvecklades framstod dagboksformen dock så småningom som förlegad.

## Kända dagboksromaner
- Doktor Glas (1905) av Hjalmar Söderberg
- Kallocain (1940) av Karin Boye
- Dvärgen (1944) av Pär Lagerkvist
- En ettas dagbok (1982) av Viveca Lärn (ingår i Mimmiserien)[17]
- Berts dagbok (1987) av Anders Jacobsson och Sören Olsson (ingår i första Bertserien)[18]
- Ett öga rött (2003) av Jonas Hassen Khemiri
- Zlata Ibrahimovics dagbok (2004) av Vladimir Oravsky och Daniel Malmén
- Dagbok för alla mina fans (2007) av Jeff Kinney